# Liste der Naturdenkmale in Großpösna

Wappen von Großpösna

Lage von Großpösna

In der Liste der Naturdenkmale in Großpösna werden die Einzel-Naturdenkmale, Geotope und Flächennaturdenkmale in der Gemeinde Großpösna im Landkreis Leipzig und ihren Ortsteilen Dreiskau-Muckern, Güldengossa, Seifertshain und Störmthal aufgeführt.
Bisher sind laut der angegebenen Quellen 0 Einzel-Naturdenkmal, 0 Geotope und 3 Flächennaturdenkmale bekannt und hier aufgelistet.
Die Angaben der Liste basieren auf Daten der Bekanntmachungs-Seite des Landkreises und den Daten auf dem Geoportal des Landkreises Leipzig.

## Definition
„Gesetz über Naturschutz und Landschaftspflege (BNatSchG), § 28 Naturdenkmäler:
 Naturdenkmäler sind rechtsverbindlich festgesetzte Einzelschöpfungen der Natur oder entsprechende Flächen bis zu fünf Hektar, deren besonderer Schutz erforderlich ist
1. aus wissenschaftlichen, naturgeschichtlichen oder landeskundlichen Gründen oder
2. wegen ihrer Seltenheit, Eigenart oder Schönheit.“

„SächsNatSchG, § 18 Naturdenkmäler (zu § 28 BNatSchG):
1. Die Erklärung nach § 22 Abs. 1 BNatSchG von Teilen von Natur und Landschaft als Naturdenkmal erfolgt durch Rechtsverordnung oder Einzelanordnung.
2. Über § 28 Abs. 1 BNatSchG hinaus können Naturdenkmäler zur Sicherung von Lebensgemeinschaften oder Lebensstätten von im Bestand gefährdeten oder streng geschützten Arten festgesetzt werden.“

## Legende
- Bild: zeigt ein vorhandenes Foto des Naturdenkmals.
- ND/GEO/FND-Nr: zeigt die jeweilige Nr. des Objekts – ND (Einzel-)Naturdenkmal, GEO Geotope oder FND (Flächen-Naturdenkmal)
- Beschreibung: beschreibt das Objekt näher
- Koordinaten: zeigt die Lage auf der Karte
- Quelle: Link zur Referenzquelle

## Flächennaturdenkmale
| Bild           | FND-Nr.   | Name                                                   | Beschreibung | Verordnet  | Fläche    | Koordinaten                  | Quellen                         |
| -------------- | --------- | ------------------------------------------------------ | --- | ---------- | --------- | ---------------------------- | ------------------------------- |
| Weitere Bilder | l_la: 108 | Seidelbastsumpfwald                                    | Sumpfwald im südlichen Oberholz am Oberholzgraben mit Vorkommen von Seidelbastgewächsen (Thymelaeaceae) inkludiert im FFH-Gebiet "Oberholz und Störmthaler Wiesen" | 05.09.1973 | 29.039 m² | 51° 13′ 53″ N, 12° 30′ 3″ O  | Beschluss RdK Leipzig 120-18/73 |
| Weitere Bilder | l_la: 109 | Waldstück am altslawischen Wall                        | spezialisiertes Lebensraum-Habitat im Norden des Oberholz an ehemaliger slawischer Wallanlage am Pösgraben aus Eichen- und Hainbuchenwald mit Fledermaus-Sichtung Großes Mausohr (Myotis myotis) und Mopsfledermaus (Barbastella barbastellus)                                  | 05.09.1973 | 38.901 m² | 51° 15′ 25″ N, 12° 30′ 23″ O | Beschluss RdK Leipzig 120-18/73 |
| Weitere Bilder | l_la: 119 | Orchideenwiese (Schwarzkopf) = Orchideenwiese Oberholz | ausgewiesene Orchideenwiese im südlichen Oberholz am Oberholzgraben als Insektenhabitat mit nachgewiesenen Funden des Dunkler Wiesenknopf-Ameisenbläuling (Phengaris nausithous) und des Sumpfwiesen-Perlmuttfalter (Boloria selene) sowie zahlreichen weiteren bedrohten Arten | 04.08.1976 | 40.653 m² | 51° 13′ 53″ N, 12° 29′ 57″ O | Beschluss RdK Leipzig 197-15/76 |